# بلاك بيري زد 10
بلاكبيري زد 10 هو هاتف ذكي يعمل باللمس مقدم من ريسيرش إن موشن. تم إصداره في أواخر شهر يناير 2013 بعد انقطاع دام أكثر من عام
يعتبره المختصون الهاتف الذي سيسمح لشركة ريسيرش إن موشن و التي غيرت اسمها لبلاك بيري منذ إطلاك الهاتف زد 10 إما بالإفلاس أو مواصلة المغامرة.

## روابط خارجية
- يوتيوب  بالغة العربية استعراض الهاردوير لهاتف Blackberry Z10

امتداد لثورة الهواتف الذكية التي تقدمها سلسلة بلاك بيري
يمتاز بسرعة وسلاسة الاستخدام محرك أسرع انه ثورة بلاك بيري زد 10